# 都市喜劇
都市喜劇（としきげき、City comedy）または市民喜劇（しみんきげき、Citizen Comedy）とは、イギリス・ルネサンス演劇にありふれたジャンルであるが、研究者たちによってその定義は異なる。概ね、以下の二つのものを指す。
1. ロンドンが舞台で、そこの日常生活を描いたエリザベス朝時代の喜劇。トマス・デッカー（Thomas Dekker）の『靴屋の祭日（The Shoemaker's Holiday）』（1600年出版）のような普通の市民の生活を賛美する作品が含まれる。
2. ロンドンを罪の温床として風刺して描く喜劇。ベン・ジョンソンの『The Devil is an Ass』（1616年初演）や『癖者ぞろい（Every Man in His Humour）』 、トマス・ミドルトンの『ミクルマス開廷期（Michaelmas Term）』（1604年初演）や『チープサイドの貞淑な乙女（A Chaste Maid in Cheapside）』（1613年頃）、ジョン・マーストン（John Marston）の『Jack Drum's Entertainment』（1599年 - 1600年頃）など。

最初の都市喜劇は、1598年に海軍大臣一座（Admiral's Men）によって初演されたウィリアム・ホートン（William Haughton）の『Englishmen for My Money』と言われている。都市喜劇はたちまち大人気となった。その時まで劇場や宮廷・私邸で人気のあったウィリアム・シェイクスピアやジョン・リリーの入り組んだ筋のロマンティック・コメディは、見てわかる当時のロンドンを舞台にした、ベン・ジョンソン曰く、「野郎が使うようなふるまいと言葉」（『癖者ぞろい』プロローグ）を扱ったこれらの劇に取って代わられた。
都市喜劇の作品では他に『Westward Ho』、『Eastward Hoe』、『Northward Ho』、『Greene's Tu Quoque』といったものがある。
都市喜劇は風習喜劇の前身と見なすことができる。

### 日本語版テキスト
- 古典劇集 靴屋の祭日・セビーリャの色事師 他（筑摩書房、筑摩世界文学大系89）
- ベン・ジョンソン戯曲選集1 癖者ぞろい（訳：村上淑郎、国書刊行会）
- エリザベス朝喜劇10選 チープサイドの貞淑な乙女（訳：小野正和、早稲田大学出版部）